# Hilda Strikeová
Hilda Strikeová (1. září 1910 – 9. března 1989) byla kanadská atletka, která na letních olympijských hrách 1932 v Los Angeles získala dvě medaile: stříbrnou medaili v běhu na 100 m a stříbrnou medaili týmu ve štafetě 4 × 100 m.